# Zeven levens (album)
Zeven levens is het zevende studioalbum van de Nederlandse band De Dijk, uitgebracht in 1992.

## Hoes
De hoes is een ontwerp van bandlid Nico Arzbach.

## Nummers
| Nr. | Titel                               | Schrijver(s)                                          | Duur |
| --- | ----------------------------------- | ----------------------------------------------------- | ---- |
| 1.  | Zeven levens                        | Hans van der Lubbe, Huub van der Lubbe                | 5:53 |
| 2.  | Ze zeggen                           | Nico Arzbach, Antonie Broek, Huub van der Lubbe       | 5:21 |
| 3.  | Dit is de nacht                     | Nico Arzbach, Huub van der Lubbe                      | 5:21 |
| 4.  | Mooi                                | Nico Arzbach, Antonie Broek, Huub van der Lubbe       | 2:55 |
| 5.  | Leg me neer                         | Hans van der Lubbe, Antonie Broek, Huub van der Lubbe | 3:48 |
| 6.  | Melkboer met de blues               | Hans van der Lubbe, Huub van der Lubbe                | 4:40 |
| 7.  | Voor de tover                       | Nico Arzbach, Huub van der Lubbe                      | 4:18 |
| 8.  | Met alles wat ik heb                | Pim Kops, Huub van der Lubbe                          | 3:52 |
| 9.  | Nieuwe laarzen (van een oude leest) | Antonie Broek, Huub van der Lubbe                     | 3:57 |
| 10. | Zo is het goed                      | Huub van der Lubbe                                    | 4:37 |

## Trivia
In juli 1993 werd een CD splitsingle met de titel “De wereld is van iedereen” uitgebracht, waarvan de opbrengst naar Artsen Zonder Grenzen ging. Het betrof een combiversie met studio en live versies van de nummers Iedereen is van de wereld van The Scene en Nieuwe laarzen (van een oude leest) van De Dijk. Beide nummers zijn gericht tegen het in die tijd weer opkomende rechts-extremisme. 